# Distrito electoral de Osborn (condado de Frontier, Nebraska)
Osborn (en inglés: Osborn Precinct) es un distrito electoral ubicado en el condado de Frontier en el estado estadounidense de Nebraska. En el Censo de 2010 tenía una población de 33 habitantes y una densidad poblacional de 0,35 personas por km².

## Geografía
Osborn se encuentra ubicado en las coordenadas 40°23′50″N 100°43′15″O / 40.39722, -100.72083. Según la Oficina del Censo de los Estados Unidos, Osborn tiene una superficie total de 94.25 km², de la cual 87.91 km² corresponden a tierra firme y (6.72%) 6.34 km² es agua.

## Demografía
Según el censo de 2010, había 33 personas residiendo en Osborn. La densidad de población era de 0,35 hab./km². De los 33 habitantes, Osborn estaba compuesto por el 100% blancos, el 0% eran afroamericanos, el 0% eran amerindios, el 0% eran asiáticos, el 0% eran isleños del Pacífico, el 0% eran de otras razas y el 0% pertenecían a dos o más razas. Del total de la población el 0% eran hispanos o latinos de cualquier raza.